# Szergej Leonyidovics Bogdan
Szergej Leonyidovics Bogdan (oroszul: Сергей Леонидович Богдан; Volszk, 1962) orosz berepülőpilóta. 2010. január 29-én ő hajtotta végre az első felszállást az ötödik generációs PAK FA vadászrepülőgéppel.

## Élete
Az Oroszország Szaratovi területén fekvő Volszk városban született, de szüleivel még abban az évben a Moszkvai területre, Voszkreszenszkbe költözött. Ott végezte középfokú tanulmányait a helyi 6. sz. középiskolában. Ezután a boriszoglebszki Cskalov Repülőtiszti Katonai Katonai Főiskolán tanult, melyet 1983-ban kitüntetéssel fejezett be.
1987-ig pilótaként szolgált a Leningrádi Katonai Körzetben, Szu–17 vadászbombázó repülőgépen repült. 1987–1990 között a Mongóliában állomásozott szovjet csapatok kötelékében szolgált. 1990-ben a Fekete-tengeri Flotta Szimferopol közelében található Gvargyejszkoje repülőtéren települt haditengerészeti csatarepülők kötelékében repült, őrnagyi rendfokozatban a haditengerészeti csatarepülő ezred egyik századának parancsnokhelyettese volt.
1991-től a légierő Berepülőpilóta-kiképző Központjában (CPLI), majd 1992-től a Moszkvai Repülési Főiskolán (MAI) tanult. 1993-tól az Orosz Légierő ahtubinszki Állami Repülő-kísérleti Központjában GLIC) dolgozott berepülőpilótaként. 33 repülőgéptípust repült az intézetben, többek között Szu–17, Szu–25, Szu–27, MiG–23, MiG–25, MiG–29 és Szu–33-as repülőgépekkel, valamint ezek különféle változataival repült. Az Admiral Kuznyecov repülőgép-hordozóval folytatott kísérletek során Bogdan a Szu–25UTG és a Szu–33-as repülőgépekkel végzett leszállási próbákat a hajó fedélzetén.
2000-től a Szuhoj-tervezőiroda munkatársa. Ő hajtotta végre az első felszállást 2002-ben az első sorozatgyártású Szu–30MKI, majd 2008-ban a Szu–35 vadászrepülőgépekkel. Részt vett a Szu–30, a Szu–30MKM, a Szu–33UB, a Szu–47 és a Szu–27SZKM repülőgépek berepülési programjában.
2011. május 23-án az Oroszország hőse érdemrenddel tüntették ki.

## Külső hivatkozások
- Életrajza a Szohoj vállalat oldalán (oroszul)
- Életrajza a Tespilot.ru oldalon (oroszul)